# Municipio de Tapa
El municipio de Tapa (estonio: Tapa vald) es un municipio estonio perteneciente al condado de Lääne-Viru.

## Localidades (población año 2011)
- Aavere 10
- Alupere 10
- Araski 1
- Assamalla 93
- Imastu 188
- Jäneda 353
- Järsi 0
- Järvajõe 23
- Jootme 75
- Kadapiku 11
- Kaeva 15
- Karkuse 59
- Kerguta 11
- Koiduküla 1
- Koplitaguse 17
- Kõrveküla 10
- Kuie 20
- Kullenga 29
- Kursi 37
- Kuru 17
- Läpi 45
- Läste 41
- Lehtse 383
- Lemmküla 0
- Linnape 58
- Loksa 43
- Loksu 32
- Lokuta20
- Metskaevu 14
- Moe 206
- Naistevälja 31
- Näo 72
- Nõmmküla 29
- Patika 36
- Piilu 6
- Piisupi 36
- Põdrangu 74
- Porkuni 148
- Pruuna 38
- Rabasaare 2
- Rägavere 71
- Räsna 36
- Raudla 35
- Sääse 408
- Saiakopli 60
- Saksi 49
- Sauvälja 24
- Savalduma 20
- Tamsalu 2,236
- Tapa 5,896
- Tõõrakõrve 47
- Türje 14
- Uudeküla 81
- Vadiküla 9
- Vahakulmu 97
- Vajangu 312
- Vistla 25
- Võhmetu 13
- Võhmuta 45[1]